# 山本朝陽
山本 朝陽（やまもと あさひ、1983年11月8日 - ）は、静岡県浜松市出身のサッカー選手。ポジションはミッドフィールダー。

## 略歴
大学卒業後アルテ高崎に入団するが、レギュラーに定着できず退団。2008年にはシンガポールのチームのトライアウトを受けている。
2009年1月に香港四海流浪のトライアウトに合格、2月2日のリーグ戦対愉園戦に出場した。2008-09シーズン終了後同じく香港1部リーグの晨曦に移籍した。

## 所属クラブ
- 静岡学園高校
- 浜松大学（現常葉大学）
- 2006年 - 2007年 アルテ高崎
- サンフランシスコ・グレンズSC（英語版）
- 2008年 ヴォラーレFC浜松
- 2009年  四海流浪
- 2009年 - 2011年  晨曦
- 2012年  標準流浪